# Mika Salo
Mika Juhani Salo (Helsinki, Finska, 30. studenog 1966.) je vozač automobilističkih utrka.
Salo je 1989. nastupao u Britanskoj Formuli 3, a od 1991. do 1994. u Japanskoj Formuli 3000. U Formuli 1 debitirao je 1994. u momčadi Lotus te odvozio dvije utrke. Od 1995. do 1997. vozio je za momčad Tyrrell te osvojio ukupno deset bodova. Godine 1998. nastupa za Arrows, a za sljedeću 1999. ostaje bez vozačkog mjesta. No te sezone na VN Brazila, Brazilac Ricardo Zonta biva ozlijeđen, te Salo dolazi u momčad BAR kao zamjena na tri utrke. U istoj sezoni na VN Velike Britanije, Nijemac Michael Schumacher doživljava teški sudar, te Ferrari angažira Sala kao njegovu zamjenu. U Ferrariju je Salo ostvario svoja jedina dva podija u Formuli 1, a na VN Njemačke je vodio tijekom gotovo cijele utrke, ali je pobjedu prepustio Eddiu Irvineu zbog njegove borbe za naslov prvaka. 
Na utrci 24 sata Le Mansa natjecao se 2003., od 2007. do 2010., te 2014., a 2008. i 2009. pobijedio u svojoj GT2 kategoriji. Na utrci 24 sata Bathursta natjecao se od 2013. do 2016., te pobijedio 2014. Još se natjecao u prvenstvima V8 Supercar i International Superstars, te CART seriji (danas IndyCar) i GT1 prvenstvu.

## Karijera u Formuli 1
1994.  Lotus-Mugen-Honda, 2 utrke, 0 bodova
1995.  Tyrrell-Yamaha, 5 bodova, 15. mjesto
1996.  Tyrrell-Yamaha, 5 bodova, 13. mjesto
1997.  Tyrrell-Ford, 2 boda, 17. mjesto
1998.  Arrows, 3 boda, 13. mjesto
1999.  BAR-Supertec,  Ferrari, 10 bodova, 10. mjesto
2000.  Sauber-Petronas, 6 bodova, 11. mjesto
2002.  Toyota, 2 boda, 17. mjesto

## Vanjske poveznice
- Mika Salo na racing-reference.com
- Mika Salo F1 statistika na statsf1.com
- Mika Salo na driverdb.com
- Mika Salo na racingsportscars.com